# Saharanpur (huyện)
Huyện Saharanpur là một huyện thuộc bang Uttar Pradesh, Ấn Độ. Thủ phủ huyện Saharanpur đóng ở Saharanpur. Huyện Saharanpur có diện tích 3689 ki lô mét vuông. Đến thời điểm năm 2001, huyện Saharanpur có dân số 2848152 người.